# ستيفن برادبري
ستيفن برادبري (بالإنجليزية: Steven Bradbury)‏ هو متزلج على مسار قصير أسترالي، ولد في 14 أكتوبر 1973 في سيدني في أستراليا.

## وصلات خارجية
- ستيفن برادبري على موقع DriverDB.com (الإنجليزية)
- ستيفن برادبري على موقع أوليمبيديا (الإنجليزية)
- ستيفن برادبري على موقع اللجنة الأولمبية الأسترالية (الإنجليزية)
- ستيفن برادبري على موقع قاعة أستراليا للمشاهير الرياضية (الإنجليزية)
- ستيفن برادبري على موقع IMDb (الإنجليزية)